# Toobit
Toobit是一个加密貨幣平台和衍生品交易所，提供购买、銷售、交易和管理数字资产（包括比特币、以太坊和其他加密货币）的服务。

## 歴史
2022年，Toobit成立。
2023年6月，Toobit在平台上推出了经纪系统、期货交易和复制交易等新功能。
2023年8月，Toobit推出了两个新功能：轻质永续合约（Lite Perpetual）和在平台上使用信用卡购买加密货币的能力。同月，该公司成为土耳其2023年伊斯坦堡区块链周的官方赞助商。
2023年10月，Toobit是阿联酋区块链生活2023（Blockchain Life 2023）和11月英国全球区块链博览会（Blockchain Expo Global 2023）的官方赞助商。
2024年1月，Toobit在平台上引入了期货交易网格机器人作为新功能，并且还改进了现有的复制交易功能，供所有用户使用。
2024年4月，Toobit繼續成為阿联酋2024年区块链生活的官方赞助商。